# 30.º Prêmio Jabuti
O 30º Prêmio Jabuti foi realizado em 1988, premiando obras literárias referentes a lançamentos de 1987.

## Prêmios
Os premiados foram:
- Emil Farhat, Dinheiro na estrada - Romance
- Moacyr Scliar, Contos/crônicas/novelas
- Antônio Fernando de Franceschi, Poesia
- Roberto Schwarcz, Estudos literários (Ensaios)
- Ana Carolina Medeiros Assed, Autor revelação - Literatura adulta
- José Paulo Pais, Tradução de obra literária
- Vilma Areas, Literatura infantil
- José Mariano Amabis e Gilberto Rodrigues Martho, Ciências naturais
- Waldiane Cossermelli Velluntini, Tradução de obra científica
- Ciça Fittipaldi, Ilustrações
- Oswald de Andrade, Melhor produção editorial - obra avulsa
- Thaís Guimarães, Melhor produção editorial - infantil/juvenil
- Jornal da Tarde, Melhor crítica e/ou notícia literária - jornal
- Rádio Eldorado, Melhor crítica e/ou notícia literária - rádio
- Revista Veja, Melhor crítica e/ou notícia literária - revista
- TV Globo, Melhor crítica e/ou notícia literária - televisão

## Ver Também
- Prêmio Prometheus
- Os 100 livros Que mais Influenciaram a Humanidade
- Nobel de Literatura